# Aleksandr Nikolayevich Sokurov
Aleksandr Nikolayevich Sokurov (tiếng Nga: Алекса́ндр Никола́евич Соку́ров) sinh ngày 14.6.1951 tại Podorvikha, tỉnh Irkutsk là nhà đạo diễn điện ảnh người Nga. Các công trình đáng chú ý của ông gồm có một phim nửa-tài liệu, Russian Ark (2002), và phim Faust (2011), đã đoạt Giải Sư tử vàng, giải cao nhất dành cho phim hay nhất tại Liên hoan phim Venezia năm 2011.

## Tiểu sử và dự nghiệp
Sokurov sinh tại Siberia trong một gia đình sĩ quan quân đội Liên Xô. Ông tốt nghiệp ở Phân khoa Lịch sử của Đại học Nizhny Novgorod năm 1974 và năm sau vào học ở Học viện điện ảnh Gerasimov, Moskva. Tại đây ông làm bạn với Andrey Tarkovsky và bị ảnh hưởng sâu xa bởi phim Tấm gương của ông ta. Phần lớn các phim ban đầu của Sokurov đều bị chính quyền Liên Xô cấm. Trong thời kỳ hoạt động ban đầu, ông đã làm nhiều phim tài liệu, trong đó có một phim về phỏng vấn nhà văn Aleksandr Solzhenitsyn và một phóng sự về căn hộ của Grigory Kozintsev ở Sankt-Peterburg. Phim Mournful Unconcern của ông đã được đề cử cho Giải Gấu vàng ở Liên hoan phim Berlin năm 1987.
Phim Mẹ và con trai (1997) là phim đầu tiên của ông được giới điện ảnh quốc tế hoan nghênh. Phim này được phản ánh bởi phim Cha và con trai (2003) khiến các nhà bình luận bối rối vì sự "khiêu dâm đồng tính" ngầm của nó (dù chính bản thân Sokurov đã chỉ trích việc diễn xuất đặc biệt này). Susan Sontag đưa 2 phim của Sokurov vào số 10 phim yêu thích của bà trong thập niên 1990, nói rằng: "Ngày nay, không có đạo diễn nào mà phim của họ khiến cho tôi ngưỡng mộ như vậy". Năm 2006, ông đoạt được giải thưởng điện ảnh của Liên hoan phim quốc tế Mannheim-Heidelberg.
Phim của Sokurov thường tham dự Liên hoan phim Cannes, trong đó có 4 phim của ông đã khởi đầu tại đây. Tuy nhiên, cho tới năm 2010 Sokurov chưa hề đoạt được giải thưởng hàng đầu ở Liên hoan phim quốc tế lớn nào. Cho tới nay, phim thành công nhất của ông về mặt thương mại và bình luận là phim nửa tài liệu Russian Ark (2002), được hoan nghênh chủ yếu vì các hình ảnh như thôi miên và việc quay đơn giản không biên tập.
Sokurov đã quay một phim bộ 4 (tetralogy) khám phá những hiệu quả hư hỏng của quyền lực. Ba bộ đầu dành cho các nhà cai trị nổi bật của thế kỷ XX: Moloch (1999) về Hitler, Taurus (2000) về Lenin, và Vầng thái dương (2004) về hoàng đế Hirohito. Năm 2011 Sokurov đã quay bộ chót: Faust, một phim thuật lại nhân vật Faust trong bi kịch của Goethe. Phim này mô tả bản năng và mưu đồ của Faust trong sự thèm khát quyền lực của anh ta, đã được chiếu ra mắt ngày 8.9.2011 để dự thi ở Liên hoan phim Venezia lần thứ 68. Phim này đã đoạt Giải Sư tử vàng, giải thưởng cao nhất của Liên hoan phim Venezia. Nhà sản xuất phim Andrey Sigle đã nói về Faust nhu sau: "Phim này không có liên quan đặc biệt nào tới các sự kiện đương thời trên thế giới— nó được đặt ở bối cảnh đầu thế kỷ 19—nhưng phản ánh các nỗ lực lâu dài của Sokurov để hiểu biết con người và các sức mạnh nội tại của họ".

## Danh mục phim

### Phim truyện
- The Lonely Voice of Man (Одинокий голос человека, 1978–1987)
- The Degraded (Разжалованный, 1980)
- Mournful Unconcern (Скорбное бесчувствие, 1983–1987)
- Empire (Ампир, 1986)
- Days of Eclipse (Дни затмения, 1988)
- Save and Protect (Спаси и сохрани, 1989)
- The Second Circle (Круг второй, 1990)
- Stone (Камень, 1992)
- Whispering Pages (Тихие страницы, 1993)
- Mother and Son (Мать и сын, 1997)
- Moloch (Молох, 1999)
- Taurus (Телец, 2000)
- Russian Ark (Русский ковчег, 2002)
- Father and Son (Отец и сын, 2003)
- The Sun (Солнце, 2004)
- Alexandra (Александра, 2007)
- Faust (Фауст, 2011)
- Two Brothers and a Sister (TBC)

### Phim tài liệu
- Maria (Peasant Elegy) (1978–1988)
- Sonata for Hitler (1979–1989)
- Sonata for Viola. Dmitri Shostakovitch (1981)
- And Nothing More (1982–1987)
- Evening Sacrifice (1984–1987)
- Patience of Labour (1985–1987)
- Elegy (1986)
- Moscow Elegy (1986–1988)
- Petersburg Elegy (1990)
- Soviet Elegy (1990)
- To The Events In Transcaucasia (1990)
- A Simple Elegy (1990)
- A Retrospection of Leningrad (1957–1990) (1990)
- An Example of Intonation (1991)
- Elegy from Russia (1992)
- Soldier's Dream (1995)
- Spiritual Voices (1995)
- Oriental Elegy (1996)
- Hubert Robert. A Fortunate Life (1996)
- A Humble Life (1997)
- The St. Petersburg Diary: Inauguration of a monument to Dostoevsky (1997)
- The St. Petersburg Diary: Kosintsev's Flat (1998)
- Confession (1998)
- Đối thoại với Solzhenitsyn (1998)
- dolce… (1999)
- Elegy of a Voyage (2001)
- The St. Petersburg Diary: Mozart. Requiem (2004)
- Elegy of a life: Rostropovich, Vishnevskaya (2006)

## Giải thưởng
- Liên hoan phim quốc tế Locarno, Giải con Báo đồng (The Lonely Voice of Man, 1987)
- Liên hoan phim quốc tế Moskva, Giải của FIPRESCI (không tranh giải, The Lonely Voice of Man, 1987)
- Liên hoan phim Berlin, Giải của chương trình hội thảo đặc biệt (Days of Eclipse, 1989)
- Liên hoan phim quốc tế Rotterdam, Giải của FIPRESCI (Elegy, A Simple Elegy, 1991)
- Giải thưởng quốc gia của Liên bang Nga (Mother and Son, 1997)
- Giải thưởng quốc gia của Liên bang Nga (Moloch, Taurus, 2001)
- Giải của Nghiệp đoàn các nhà phê bình điện ảnh Nga cho đạo diễn xuất sắc nhất (Taurus, 2001)
- Giải Nika cho đạo diễn xuất sắc nhất và phim hay nhất (Taurus, 2001)
- Liên hoan phim quốc tế Toronto, Giải IFC Vision (Russian Ark, 2002)
- Liên hoan phim quốc tế São Paulo, giải đặc biệt cho thành tựu trọn đời (2002)
- Liên hoan phim Cannes, Giải của FIPRESCI (Father and Son, 2003)
- Giải Condor (Kền kền khoang cổ) bạc của Hiệp hội các nhà phê bình điện ảnh Argentina, (Russian Ark, 2004)
- Liên hoan phim quốc tế Yerevan, Giải Quả mơ vàng cho phim hay nhất (The Sun, 2005)
- Liên hoan phim quốc tế Locarno, Giải con Báo danh dự cho thành tựu trọn đời (2006)
- Liên hoan phim Venezia, Giải Robert Bresson cho tìm kiếm tinh thần và thăng tiến văn hóa nhân bản (2007)
- Liên hoan phim Venezia, Giải Sư tử vàng cho phim hay nhất (Faust, 2011)